# The Admiral: Roaring Currents
The Admiral: Roaring Currents (en coreano: 명량) es una película surcoreana de 2014 dirigida y coescrita por Kim Han-min. Basada en la histórica batalla de Myeongnyang, está protagonizada por un conjunto de actores encabezados por Choi Min-sik como el comandante naval coreano Yi Sun-sin. La película se estrenó en las salas de cine de Corea del Sur el 30 de julio de 2014.
El largometraje registró 10 millones de espectadores sólo 12 días después de su estreno y estableció un récord nacional al lograr un número tan alto de espectadores en el menor tiempo posible. La película también superó el récord de Avatar de 13 millones de espectadores para convertirse en la película más vista y de mayor recaudación de todos los tiempos en Corea del Sur, con 17,6 millones de entradas vendidas y una recaudación mundial de 138,3 millones de dólares.

## Sinopsis
La película relata apartes de la batalla de Myeongnyang, alrededor de 1597, considerada una de las victorias navales más notables del legendario almirante Yi Sun-sin, en la que condujo a los doce únicos barcos que quedaban bajo su mando a una heroica victoria contra una flota japonesa invasora, compuesta por 333 barcos. Al comienzo de la batalla en su base en Haenam, los invasores japoneses bajo el mando de Tōdō Takatora confían en que su planeada expedición a Hansong para capturar al Rey Seonjo tendrá éxito. Sin embargo, la disminuida flota coreana cuenta con un as bajo la manga: el intrépido y temerario almirante Yi Sun-sin, quien enfrentaria al Japonés Kurushima Michifusa, quien no goza de demasiado respeto por los demás Daimios por su pasado como pirata.
Durante la batalla Yi Sun-sin logra superar todas las amenazas a veces con un ingenio fuera de lo común en la guerra naval, repeliendo varios abordajes simultáneos de los Japoneses sin ayuda de los demás capitanes, a un ninja al servicio de Michifusa entrenado como francotirador específicamente para eliminarlo, un brulote cargado al máximo de pólvora y lanzado contra su galera, su idea de disparar una andanada con toda su artillería para quitarse de encima al enemigo revitaliza la resistencia y anima incluso a los remeros a unirse al combate en la cubierta, mientras los campesinos y pescadores salen en su socorro cuando la traicionera Corriente marina lo arrastraba ya que se había deshecho de las anclas antes del combate; por el lado Japonés varios comandantes, por sus propios prejuicios y prefiriendo salvar los escuadrones a su mando deciden dejar a su cuenta y riesgo a Michifusa, este, desesperado decide abarloarse a la galera de Yi Sun-sin y lo busca en el fragor de la batalla, siendo decapitado por el almirante no sin recibir antes una lluvia de flechas y espadas, las demás galeras Coreanas salen finalmente a socorrerlo y echando a la fuga a los Japoneses, la victoria resultó tan espectacular que los aldeanos que la presenciaron desde tierra reverenciaron al almirante con júbilo.

## Reparto
- Choi Min-sik es Yi Sun-sin

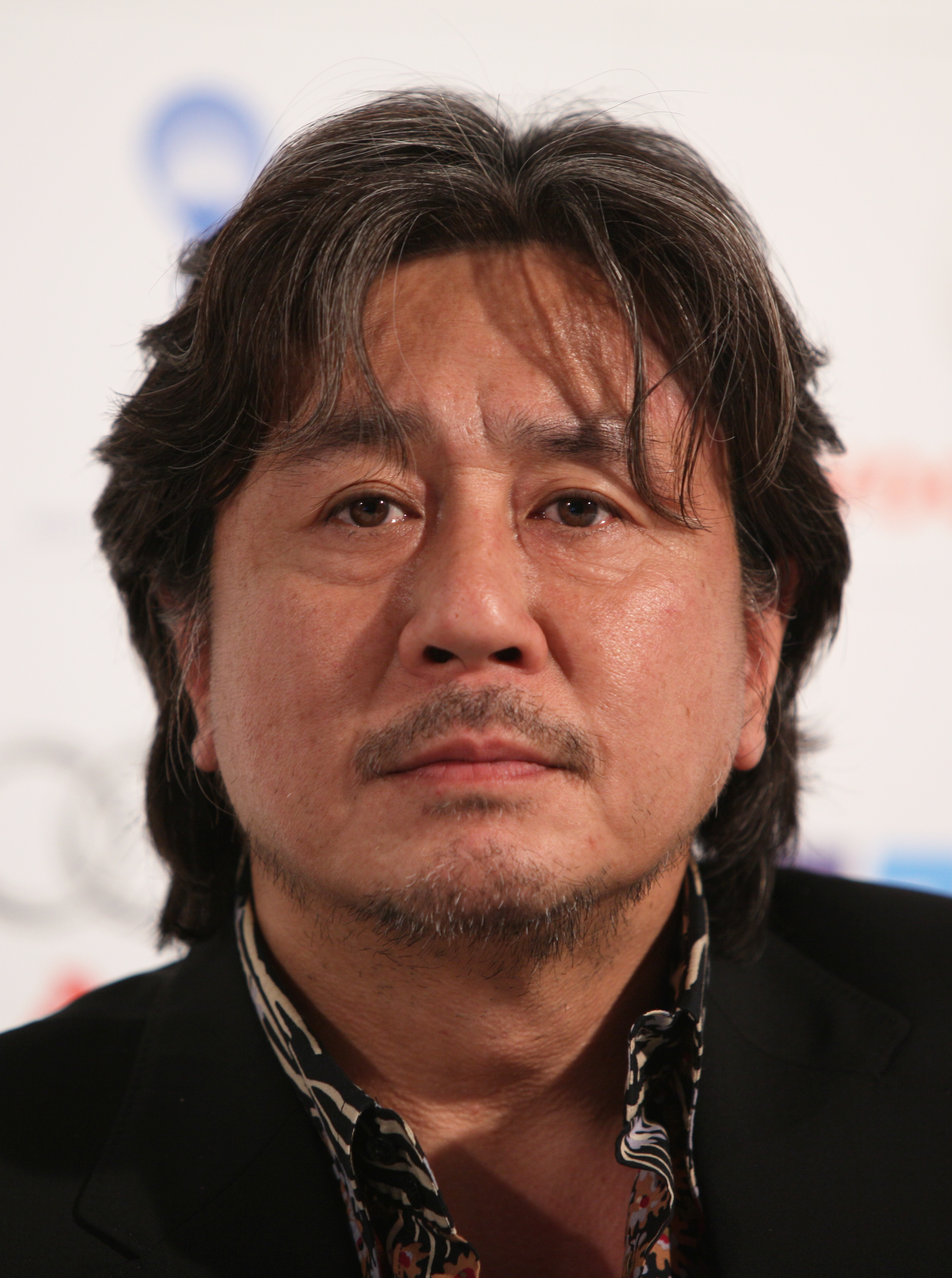
El actor Choi Min-sik interpretó el papel del comandante naval Yi Sun-sin

- Ryu Seung-ryong es Kurushima Michifusa
- Cho Jin-woong es Wakisaka Yasuharu
- Kim Myung-gon es Tōdō Takatora
- Jin Goo es Lim Jun-young
- Lee Jung-hyun es el señor Jeong
- Kwon Yul es Yi Hoe
- No Min-woo es Haru
- Kim Tae-hoon es Kim Jung-geol
- Lee Seung-joon es el capitán Ahn[6]
- Ryohei Otani es Junsa
- Park Bo-gum es Bae Su-bong
- Kim Won-hae es Bae Seol
- Kim Kang-il es Katō Yoshiaki
- Joo Suk-tae es Katsura

## Recepción

### Taquilla
The Admiral atrajo a 682.882 espectadores en su primer día en los teatros el 30 de julio de 2014, recaudando 4,77 millones de dólares. Fue el día de mayor recaudación de todos los tiempos en Corea del Sur, tanto para una película extranjera como nacional, rompiendo el anterior récord establecido por Kundo: Age of the Rampant. El filme continuó estableciendo otros nuevos récords: el fin de semana de estreno más alto, con 3,35 millones de espectadores (25,94 millones de dólares), superando el récord de Transformers: Dark of the Moon de 2,37 millones (establecido en 2011) en un 41%; el día más importante para una película en la historia de Corea del Sur con 1,25 millones de entradas (9,71 millones de dólares); la primera vez que una película generó más de ₩10 mil millones en un solo día; y la película que logró vender 10 millones de entradas en el menor tiempo. Para el 15 de agosto, The Admiral se convirtió en la película más vista de todos los tiempos en Corea del Sur, rompiendo el anterior récord de la exitosa producción de Hollywood Avatar (13,62 millones).

### Crítica
The Admiral recibió críticas generalmente positivas. En Rotten Tomatoes tiene un 86% de aprobación basada en la opinión de siete críticos. Martin Tsai de Los Angeles Times elogió los efectos especiales, afirmando: "Las batallas navales son absolutamente épicas, más realistas que las presentadas en  Red Cliff de John Woo o Master and Commander: The Far Side of the World de Peter Weir". William Schwartz del portal HanCinema declaró sobre el director: "Aunque la película tiene los rasgos obvios de una historia patriótica sobre la hora más oscura de la historia de Corea, el director Kim Han-min decide sabiamente centrarse en el factor miedo". Escribiendo para VyceVictus, Lewton Bus afirmó: "The Admiral es un buen ejemplo de esas cualidades en la batalla, y una excelente muestra de una de las grandes batallas navales de la historia de la que la gente de todas las naciones puede aprender".
David Noh de Film Journal International elogió el largometraje de la siguiente manera: "Un gran éxito de taquilla en el extranjero, esta epopeya en todos los sentidos impresiona por su gran masa y volumen". En una reseña menos entusiasta, Ben Kenigsberg de The New York Times opinó: "La película ya es un éxito en Corea del Sur, pero carece del interés de los personajes que podría hacer que se conectara en otros lugares".